# Fervidicoccales
Ordre
Classification phylogénétique
- Ordre : Fervidicoccales
  - Famille : Fervidicoccaceae
    - Genre : Fervidicoccus

Les Fervidicoccales sont un ordre d'archées de la classe des Thermoprotei.